# The Most Beautiful Boy in the World
The Most Beautiful Boy in the World (Verweistitel Der schönste Junge der Welt, Originaltitel Världens vackraste pojke) ist ein Dokumentarfilm von Kristina Lindström und Kristian Petri, der Ende Januar 2021 beim Sundance Film Festival seine Premiere feierte und Ende Dezember 2022 in die deutschen Kinos kam. Es handelt sich dabei um eine Filmbiografie über den mittlerweile erwachsenen, schwedischen Schauspieler und Musiker Björn Andrésen, der als Kind durch eine Rolle in einem Film von Luchino Visconti auf diese geprägt wurde.

## Handlung
Nachdem Björn Andrésen mit 15 Jahren in Luchino Viscontis Film Tod in Venedig die Rolle des Tadzio erhalten hat, beginnt der italienische Regisseur kurz vor der Premiere von ihm als hübschestem Jungen der Welt zu sprechen. Diese Aussage über ihn sollte sich wie ein Schatten über sein gesamtes weiteres Leben ausbreiten.

## Produktion
Regie führten Kristina Lindström, deren Filmbiografie über Olof Palme 2013 für den Guldbagge nominiert wurde, und Kristian Petri, der bereits bei mehreren Dokumentarfilmen Regie führte, so bei Brunnen über Orson Welles’ Zeit in Spanien. Andrésen wirkte bereits in Petris Dokumentarfilm Hotellet mit.
Die Premiere erfolgte am 29. Januar 2021 beim Sundance Film Festival. Kurz zuvor stellte der Filmverleiher Juno Films den ersten Trailer vor. Ende Oktober 2021 wurde er bei den Hofer Filmtagen gezeigt. Anfang November 2021 lief der Film beim Braunschweig International Film Festival und bei den Nordischen Filmtagen Lübeck. Der Kinostart in Deutschland erfolgte am 29. Dezember 2022.
The Most Beautiful Boy in the World wurde von den Machern für eine Oscar-Nominierung in der Kategorie Best Documentary Feature eingereicht.

## Rezeption

### Kritiken
Jan Künemund schreibt im Tagesspiegel, der Film gebe dem Gesicht, den Bewegungen und den Posen des jungen Björn Andrésen eine Geschichte, einen Lebenslauf und eine Psychologie. Hierzu zähle auch die dunkle Familiengeschichte, ein unbekannter, verschwiegener Vater, eine alleinerziehende Mutter mit künstlerischen Ambitionen, die eines Tages verschwand und deren Leiche man später im Wald fand. Was als Einbruch des echten Lebens in die Künstlichkeit der Filmwelt lesbar werde, als Versuch, Andrésen endlich eine Geschichte und eine Stimme zu geben und aus der Projektionsfläche aussteigen zu lassen, werde spätestens dann interessant, als der Dokumentarfilm zu manipulativen Mitteln greift. Über diese neue Sicht auf Andrésen generiere der Film neue Aufmerksamkeit für eine recht austauschbare Geschichte.
Stefan Ripplinger schreibt im Neuen Deutschland, Lindströms und Petris Film mache deutlich, dass das Leben des Schauspielers und Musikers Björn Andrésen nicht erst seit der Begegnung mit Visconti, sondern von Geburt an, unglücklich verlief. Die Filmemacher hätten jedoch sein Unglück mit Horrorfilmmusik und visuellen Gags aufgemotzt, so dass man sich am Ende frage, ob Visconti der einzige Ausbeuter in dieser Geschichte sei.

### Auszeichnungen
Cairo International Film Festival 2021
- Nominierung für den Arab Film Critics’ Award for European Films[10]

Cleveland International Film Festival 2021
- Nominierung im Nesnady and Schwartz Documentary Competition[11]

Europäischer Filmpreis 2021
- Nominierung als Bester Dokumentarfilm

Guldbagge 2022
- Nominierung als Bester Film[12]

London Critics’ Circle Film Awards 2022
- Nominierung als Bester Dokumentarfilm[13]

Nordische Filmtage Lübeck 2021
- Nominierung im Wettbewerb Dokumentarfilme

Sundance Film Festival 2021
- Nominierung für den World Cinema Documentary Grand Jury Prize (Kristina Lindström und Kristian Petri)